# Resolutie 1069 Veiligheidsraad Verenigde Naties
Resolutie 1069 van de Veiligheidsraad van de Verenigde Naties werd op 30 juli 1996 unaniem aangenomen door de VN-Veiligheidsraad.

## Achtergrond
In 1980 overleed de Joegoslavische leider Tito, die decennialang de bindende kracht was geweest tussen de zes deelstaten van het land. Na zijn dood kende het nationalisme een sterke opmars, en in 1991 verklaarden verschillende deelstaten zich onafhankelijk. Hierdoor ontstond ook in Kroatië een burgeroorlog met de Servische minderheid, waarbij op grote schaal etnische zuiveringen plaatsvonden. Na een succesvol Kroatisch offensief werd een akkoord getekend.

## Inhoud
De Veiligheidsraad:
- Herinnert aan resolutie 1037 die het VN-Overgangsbestuur voor Oost-Slavonië, Baranja en West-Sirmium (UNTAES) oprichtte en resolutie 1043 die als deel daarvan de inzet van militaire waarnemers autoriseerde.
- Overwoog het rapport van de secretaris-generaal.

1. Besluit om gedurende zes maanden, tot 15 januari 1997, de inzet van 100 militaire waarnemers te autoriseren als deel van UNTAES.
2. Besluit op de hoogte te blijven.

## Verwante resoluties
- Resolutie 1058 Veiligheidsraad Verenigde Naties
- Resolutie 1066 Veiligheidsraad Verenigde Naties
- Resolutie 1074 Veiligheidsraad Verenigde Naties
- Resolutie 1079 Veiligheidsraad Verenigde Naties

Lijst ·  1036 ·  1037 ·  1038 ·  1039 ·  1040 ·  1041 ·  1042 ·  1043 ·  1044 ·  1045 ·  1046 ·  1047 ·  1048 ·  1049 ·  1050 ·  1051 ·  1052 ·  1053 ·  1054 ·  1055 ·  1056 ·  1057 ·  1058 ·  1059 ·  1060 ·  1061 ·  1062 ·  1063 ·  1064 ·  1065 ·  1066 ·  1067 ·  1068 ·  1069 ·  1070 ·  1071 ·  1072 ·  1073 ·  1074 ·  1075 ·  1076 ·  1077 ·  1078 ·  1079 ·  1080 ·  1081 ·  1082 ·  1083 ·  1084 ·  1085 ·  1086 ·  1087 ·  1088 ·  1089 ·  1090 ·  1091 ·  1092